# Лудовик Орбан
Лудовик Орбан (мађ. Ludovic Orban, рум. Ludovic Orban; 25. мај 1963) румунски је инжењер и политичар који тренутно обавља функцију премијера Румуније. Вођа је Националне либералне странке (СНЛ), био је министар саобраћаја од априла 2007. године до децембра 2008. године у другом кабинету Калина Попеску-Таричеануа. Такође, био је члан румунске Коморе посланика у Букурешту од 2008. године до 2016. године. 

## Биографија
Рођен је у Брашову од оца Мађара и мајке Румунке, Орбан је 1982. завршио средње образовање у Градској средњој школи „Андреи Сагуна”. Затим је студирао технологију дизајнирања индустријских машина на Универзитету у Брашову, дипломирао је 1988. године. Године 1993. завршио је постдипломске студије политикологије на Националној школи за администрацију и политичке науке у Букурешту. Од 1988. године до 1990. године обучавао се као инжењер у фабрици у Таргу Секујеску, а радио је као један од инжењера у фабрици у Брашову од 1990. године до 1991. године. Од 1991. године до 1992. године писао је за дневник "Viitorul Românesc", а од 1992. године до 1997. године био је саветник Либералне странке 1993 и странака које су јој претходиле. Између 1997. године и 2001. године обављао је низ државних и агенцијских послова у Агенцији за енергетску политику, Дирекцији за особе са инвалидитетом, Одељењу за јавне информације, Националној агенцији за јавне службенике и Националном центру за комуникације и специјализацију за односе са јавношћу. Такође је био активан у фондацији под називом Деца, светлост света где је радио консултантске послове.
Орбан је био локални одборник у Сектору 3 од 1992. године до 1996. године. Те године је изабран за локалног одборника у Сектору 1, али је поднео оставку. Од 1993. године до 1997. године припадао је извршном одбору Либералне странке 1993, а 1998. године придружио се националном савету СНЛ-а, након што се њему придружила цела његова бивша странка. Од 2001. године до 2002. године био је у сталном централном бироу СНЛ-а, а 2002. године придружио се одбору за јавну управу странке. Водио је подручну јединицу Букурешт СНЛ од новембра 2002, а од јула 2004. до априла 2007. био је заменик градоначелника Букурешта. Ову функцију је напустио након реконструкције кабинета када је постао министар саобраћаја и обављао је ову функцију све до губитка његове странке на изборима 2008, на којима је и сам освојио место у изборној јединици у Букурешту. Док је био министар, кандидовао се и за градоначелника Букурешта у оквиру локалних избора 2008. године, али је изгубио у првом кругу завршивши на четвртом месту са 11,4% гласова. У марту 2009. године, паралелно са успоном свог савезника Крина Антонескуа на место председника СНЛ-а и смењивањем фракције Таричеануа, Орбан је постао потпредседник странке.  Кандидовао се за председника странке у децембру 2014. године, а победила га је Алина Горгију са 47 према 28 гласова.  Орбан је био кандидат у трци у јуну 2016. за градоначелника Букурешта,  али два месеца пре избора повукао се из трке, као и са својих функција у СНЛ-у и Комори, након што га је Национална управа за борбу против корупције ставила под истрагу.  Није био кандидат на изборима 2016. године. У јануару 2017. године Високи касациони суд правде ослободо је Орбана оптужби за премештање утицаја.  Следећег месеца, најавио је своју кандидатуру за вођство СНЛ-а;  у којој је истрајао и успео да савлада Кристијана Бусоја са разликом 78 према 21. 
У октобру 2019. године, после пада владе Вјорке Данчиле, председник Клаус Јоханис именовао је Орбана за премијера. Његов кабинет добио је одобрење парламента следећег месеца, а 240 посланика је гласало за, седам више него што је било потребно. Његова влада смењена је предлогом неповерења у фебруару 2020, а 261 посланик је гласао за.   Следећег месеца нови кабинет предвођен Орбаном добио је поверење парламента са 286 прама 23 гласа. Већина представника СНЛ-а, укључујући самог Орбана, била је одсутна због сумње да су изложени пандемији коронавируса. Социјалдемократе су гласале за владу, с обзиром на ванредне околности, залажући се за споразумно противљење. ПРО Румунија је гласала против.

## Контроверзе
Орбан је помало контроверзна фигура, позната по својим провокативним изјавама. Жестоки критичар бившег председника Трајана Басескуа назвао га је „имбецилом“ због упућивања на „имбецилни“ став министра током поплава у лето 2008. године,  и једном је рекао: „Председник је последњи Саурон који је владао у овом царству таме!" Такође је критиковао владу Емила Бока, коју су током 2009. године чинили ДЛС повезан са Басескуом и Социјалдемократе, говоровши за тадашњег лидера ове странке Мирчеа Геоану да је Басескуова "стјуардеса";  и нападо је на кабинетске политике образовања,  промоцију туризма (што је он сматрао непотребним луксузом),  и финансијску кризу (где је предвидео да влада неће моћи да исплаћује пензије и плате).  Говорећи са групом женских чланова СНЛ-а у округу Алба у марту 2006. године, он је изнео оптужбе за сексизам због тога што је изјавио: "Не морате проћи кроз кревет шефа да бисте достигли важне јавне позиције", изјавивши да су Ралука Турчан (тадашња колегиница из странке, која се касније придружила Либерално-демократској странци, после тога Демократској либералној странци, и поново завршила у Националној либералној странци након што су се демократски либерали спојили са Националном либералном странком), Миоара Мантале и Елена Удреа  то учинили, али не и Мона Муска или Норика Николаи.  Возећи се у Котроченију у децембру 2007, његов аутомобил је ударио 16-годишњу девојчицу, због чега је била хоспитализована; упркос позиву премијера да поднесе оставку,  Орбан је то одбио и тужиоци су на крају одлучили да не настављају кривичну истрагу, иако му је дозвола одузета и написана му је новчана казна. 

## Лични живот
Орбан и његова супруга Михаела имају једног сина. Његов брат Леонард Орбан је бивши европски комесар за вишејезичност.